# Municipio de Oriental
El municipio de Oriental es uno de los 217 municipios del estado de Puebla, en el centro de México. Debe su nombre al antiguo Ferrocarril Oriental que comunicaba a la Ciudad de México con el puerto de Veracruz. En el espacio que actualmente ocupa la cabecera municipal se encontraba una estación de esta línea ferroviaria.

## Toponimia
Su nombre se original de la «estación oriental», que significa al ‘oriente de’ dado que está en el oriente de la Ciudad de México.

## Geografía
Sus coordenadas son: Latitud norte 19°24′6″ y longitud oeste 97° 24' 12"
La superficie del municipio de Oriental es de 298,52 km². Por ello, el municipio ocupa el lugar 30 de 217 entre las demarcaciones poblanas por sus dimensiones. Limita al norte con Libres y Tepeyahualco; al este con el municipio de San Nicolás Buenos Aires; al sureste con el municipio de San Salvador el Seco, y al oeste con el municipio de San José Chiapa y el estado de Tlaxcala.
Su altitud promedio es de 2360 m s. n. m. Cuenta con un clima templado-semiseco con lluvias en verano. Se llega por la carretera federal 129 y se localiza a 80 km de la ciudad de Puebla.
En el norte del municipio se levantan pequeños cerros que forman parte de la sierra Norte de Puebla. Entre ellos se localizan el cerro Pinto (3000 m s. n. m.) y Tres Cerros (2800 m s. n. m.) pero al sur, el relieve es prácticamente plano, y forma parte de los llanos de San Juan, una llanura lacustre localizada al norte del volcán Malintzin. Los llanos de San Juan constituyen una cuenca cerrada. Corresponde a la laguna de Totolcingo, un pequeño cuerpo de aguas salobre que se encuentra a una altitud de 2360 metros sobre el nivel del mar (m s. n. m.). La superficie de la laguna de Totolcingo se contrae en la temporada seca, quedando al descubierto un lecho compuesto por sal de tequesquite. La laguna recibe las aguas de pequeños arroyos que nacen en los cerros que rodean la cuenca, aunque la mayor parte de estas corrientes desaparecen antes de llegar al vaso.
El clima de Oriental es templado, aunque de lluvias moderadas. El pastizal es el principal ecosistema en la llanura, y en las laderas de los cerros, pequeños bosques de pinos alternan con paisajes dominados por magueyes y cactáceas

## Historia
Hasta poco antes de 1917 fue una estación ferroviaria interoceánica que tenía el nombre de Oriental. En esa época formaba parte de la jurisdicción del distrito de San Juan de los Llanos. El lugar estaba habitado por familias que impulsaban el desarrollo y dada su importancia como centro ferrocarrilero el 29 de octubre de 1917 se eleva a rango de pueblo y posteriormente, el 2 de julio de 1942 se convierte en municipio libre.

## Gastronomía
Entre la comida típica están la barbacoa de mixiote de cabrito, res y cordero, el mole poblano, el queso blanco de cabra, la salsa macha, de molcajete y combinada, chicharrón, carnitas, frijoles, longaniza y gorditas de maíz. En sus dulces hay de calabaza y frutas cristalizadas (higo, manzana pera, chabacano ciruela y capulín). La bebidas son pulque, aguamiel, atole de masa. Y como no mencionar su rica y deliciosa nieve en sus diferentes sabores naturales, todo hecho por manos de gente de Oriental.

## Atractivos turísticos

### Haciendas
En esta región se asentaron ricas haciendas trigueras, entre ellas la de San Antonio Virreyes, Zacatepec (Empresa agrícola) y Santiago Texmelucan. Estas haciendas son particulares pero se permite el acceso previa autorización. Exhacienda de Santiago Texmelucan
km 5.5 Carretera Oriental-Zacatepec.
A sólo 10 minutos por la carretera Oriental-Zacatepec encontrará el acceso a la exhacienda del siglo XVIII Santiago Texmelucan, la cual alberga actualmente un cómodo hotel que cuenta con todos los servicios. Desde aquí salen, como un servicio más del hotel, excursiones guiadas a la zona arqueológica de Cantona, así como a las lagunas de Alchichica, Quecholac y La Preciosa. Además podrá dar paseos a caballo. Es un lugar ideal para el descanso.

### Zona arqueológica de Cantona
Esta zona arqueológica está ubicada a unos cuantos kilómetros de Oriental en el municipio de Tepeyahualco, no obstante es necesario llegar primero a Oriental y de ahí desplazarse a ella.
Cantona es una de las ciudades más urbanizadas del México prehispánico que se conoce hasta la fecha. Está edificado en un área de casi 12 km² de los cuales solamente se ha descubierto aproximadamente el 5%. Está formada por una extenso red de calzadas, pasillos, callejones y calles que comunicaban a toda lo población. Un rasgo característico es el hecho de que en todos sus construcciones arquitectónicas no fue utilizado ningún tipo de cementante o argamasa para unir las piedras mucho menos el estuco o lodo para recubrirlas.
Está hecha a piedra sobre piedra con escasa tierra. Existen 24 juegos de pelota siendo notable esta cantidad en relación con otras ciudades prehispánicas. Cantona fue una ciudad-fortaleza ya que su ubicación le daba total control de la circulación. La orientación de las unidades arquitectónicas muestra el profundo conocimiento astronómico que tenían sus habitantes. De acuerdo con los arqueólogos tuvo su auge cuando las grandes ciudades, como Teotihuacán o Cholula empezaron a declinar, es decir alrededor de los siglos VIII y IX de nuestra Era. El tiempo calculado para el recorrido es de dos horas y se caminan aproximadamente 4 kilómetros, aunque se pueden hacer visitas parciales de acuerdo al tiempo disponible
Fiestas patronales y religión
Se conmemora el 15 y 16 de septiembre fiestas patrias, 29 de octubre aniversario de la fundación del pueblo, 7 de noviembre día del ferrocarrilero, último domingo de noviembre fiesta patronal de Cristo Rey, 12 de diciembre fiesta patronal de la Virgen de Guadalupe. además de que su religión predominante es cristiana.
Caracteristicas económicas
La economía del municipio revela que, el 59.1% de la población de 12 años y
más es económicamente activa (PEA), de los cuales el 63.3% son hombres,
mientras que el 36.7% son mujeres. Asimismo, se revela que el 32.63% de la
PEA se ocupan en actividades primarias, el 23.54%, en actividades
secundarias y el 14.70% en actividades del sector
Mensaje del Presidente Municipal
El crecimiento y desarrollo del municipio de Oriental demanda una mayor
gestión gubernamental eficaz y eficiente, que sea capaz de enfrentar y
responder de manera positiva a los retos que se identifican de manera
general, para ofrecer un mayor bienestar a los habitantes del municipio de
Oriental.Dentro de los problemas a los que hoy en día se enfrentan los gobiernos y
sobre todo la sociedad, están la creciente pobreza, la desigualdad social, así
como la contaminación ambiental, entre otros.
Derivado de lo anterior, el presente Plan Municipal de Desarrollo está
sustentado en la Constitución y presenta un análisis minucioso de las
condiciones actuales en que se encuentra el municipio en términos
económicos, políticos y sociales, territorial y ambientales; así como las
proyecciones y estrategias a nivel municipal a corto, mediano y largo plazo,
que fueron recopiladas a través de foros de análisis, debate y propuestas
hechas por la ciudadanía, con el fin de promover cambios en las condiciones
desfavorables e incentivar las condiciones favorables en todo el municipio.
El principal compromiso de la presente administración municipal 2021-2024,
se identifica con la responsabilidad de atender a la gente del Municipio acorde con las exigencias que demanda el desarrollo de nuestro tiempo; es enfrentar,
con eficiencia y eficacia los retos que plantea una ciudadanía de casi 20,000
habitantes, para generar cambios positivos en el entorno territorial, social y
económico. Para alcanzar los objetivos y metas establecidas en el presente Plan Municipal
de Desarrollo, se ratifican los principios que dieron sustento a la campaña
política desplegada a lo largo y ancho de las localidades que integran el
municipio de Oriental.
Bajo estos principios se plantea el Plan Municipal de Desarrollo 2021-2014
como el elemento estratégico para el desarrollo y consolidación de Oriental
como un municipio líder en el Estado de Puebla.